# 南非入境口岸列表
南非入境口岸如下：

## 有定期國際航班的機場
- 开普敦国际机场
- 沙卡國王國際機場
- 克留格爾普馬蘭加國際機場
- 奧利華·坦博國際機場

## 其他有海關/入境設施的機場
- 布隆方丹機場
- 拉塞利亞國際機場（英语：Lanseria International Airport）
- 蘭斯堡國際機場
- 波羅克瓦尼國際機場
- 伊莉莎白港機場
- 烏平通機場

南非內政部 - 南非入境口岸

## 港口

### 東岸
- 德班港（英语：Port of Durban）
- 東倫敦港
- 莫塞爾灣港
- 伊麗莎白港港（英语：Port of Port Elizabeth）
- 恩庫拉港（英语：Port of Ngqura）
- 理查茲灣港（英语：Port of Richards Bay）

### 西岸
- 開普敦港
- 薩爾達尼亞灣（英语：Saldanha Bay）港

## 陸路口岸

### 博茨瓦納邊境
- 格羅布勒斯布魯格（英语：Groblersbrug）
- 馬科蓬（英语：Makopong）
- 蓬德里夫（英语：Pontdrif）
- 拉馬特拉巴馬（英语：Ramatlabama）
- 斯基爾帕謝克（英语：Skilpadshek）
- 斯托克波特（英语：Stockpoort）

### 史瓦帝尼邊境
- 戈萊拉（英语：Golela）
- 約瑟夫斯達爾（英语：Josefsdal）
- 奧舒克（英语：Oshoek）

### 萊索托邊境
- 马塞卢
- 撒尼山口（英语：Sani Pass）

### 莫桑比克邊境
- 科西灣（英语：Kosi Bay）
- 馬庫萊克（英语：Makuleke）

### 納米比亞邊境
- 納科普（英语：Nakop）
- 里特方丹（英语：Rietfontein）
- 維爾斯德里夫（英语：Vioolsdrif）

### 津巴布韋邊境
- 貝特橋